# Dunkers Kulturhus
Центр «Dunkers Kulturhus» (швед. Dunkers kulturhus) — художественный музей и арт-центр в жилом районе «Norra hamnen» (Северная гавань) в шведском городе Хельсингборг, открытый в 2002 году; имеет общую площадь в 16 000 м², из которых 10 600 м² используются как коммерческие помещения — выставочная площадь составляет 3200 м²; проводит временные выставки произведений современного искусства.

## История и описание
Музей и художественный центр «Dunkers Kulturhus» был открыт в Хельсингборге 27 апреля 2002 года; он стал частью нового жилого района «Norra hamnen» (Северная гавань), построенного к 1999 году на месте исторических портовых сооружений конца XIX века. Центр был назван в честь семьи предпринимателя Генри Дункера (1870—1962). Здание центра было построено после архитектурного конкурса 1997 года, в котором победил проект датского архитектора Кима Утцона (Kim Utzon), названный «Город у воды» (Staden vid vattnet); проект был вдохновлен зданием «Paustians hus» в Копенгагене, построенном в 1987 году Йорном Утцоном.
Планы нового городского музея существовали в Хельсингборге задолго до 2002 года — в конечном итоге они были реализованы в виде целого комплекса из различных культурных учреждений. Средства на строительство, 330 миллионов шведских крон, были предоставлены благотворительным фондом Генри и Герды Дункер — после чего дом и получил своё название. «Дом культуры имени Дункер» был открыт кронпринцессой Викторией после двух с половиной лет строительства. Муниципалитет Хельсингборга стал нести ответственность за деятельность нового учреждения.
Kulturhuset в Хельсингборге является целой группой зданий с различными функциями, соединённых в одно целое; характерными чертами проекта стали его белые бетонные колонны и «волнистая» форма крыш. В комплект входят музей с постоянной экспозицией, рассказывающей об историю города; выставочные залы для временных экспозиций, городская художественная школа для детей и молодежи, репетиционные музыкальные комнаты, используемые также и для театральных постановок, а также — помещения для местных групп, которые хотят выразить себя в искусстве. В центре регулярно проходят выставки произведений современного искусства: так в 2017—2018 годах в его залах проходила временная групповая выставка «Walk The Line», в которой приняли участие около десяти шведских современных художников, включая Осу Юнгнелиус (род. 1975).